# 蓝山国家公园
蓝山国家公园（英語：Blue Mountains National Park）位于澳大利亚新南威尔士州，距離首府悉尼以西81公里，并且处于大分水岭的蓝山区域。蓝山国家公园占地面积268,987 ha（664,681 acre）。国家公园边界呈不规则形状，由道路、城区以及私家花园与外界相隔。尽管名字叫做「山部」，这片区域实际上是隆升的高原，由几条大河与外界相隔。公园的海拔最高点位于威容峰（约1,215米），海拔最低点则位于皮恩河（约20米）。

## 历史
建造蓝山国家公园的想法是由早期环保主义者迈尔斯·达菲于1932年提出的，今天人们所看到的蓝山国家公园是由沃莱米美国家公园、卡南格拉-博伊德国家公园以及纳泰国家公园及其周边其他面积较小的国家公园组成。1959年，蓝山国家公园成型。2000年，该公园成为大蓝山世界遗产区域的一部分。

## 地理
蓝山国家公园位于大分水岭东部边缘。高原海拔从西向东缓缓降低，从维多利亚峰附近的不到1100 m米降到格兰布鲁克附近的大约200 米。公园内部主要有四条河流流域：北部的沃兰干贝河、 中部的格洛斯河，以及南部的克克斯和沃伦迪利河。后面的两条河流入位于公园外的布拉格兰湖，还是悉尼的主要饮用水源瓦拉甘巴水坝的地点。皮恩河的一小部分也穿过公园。所有的主要河流都是自西向东流。

## 地质

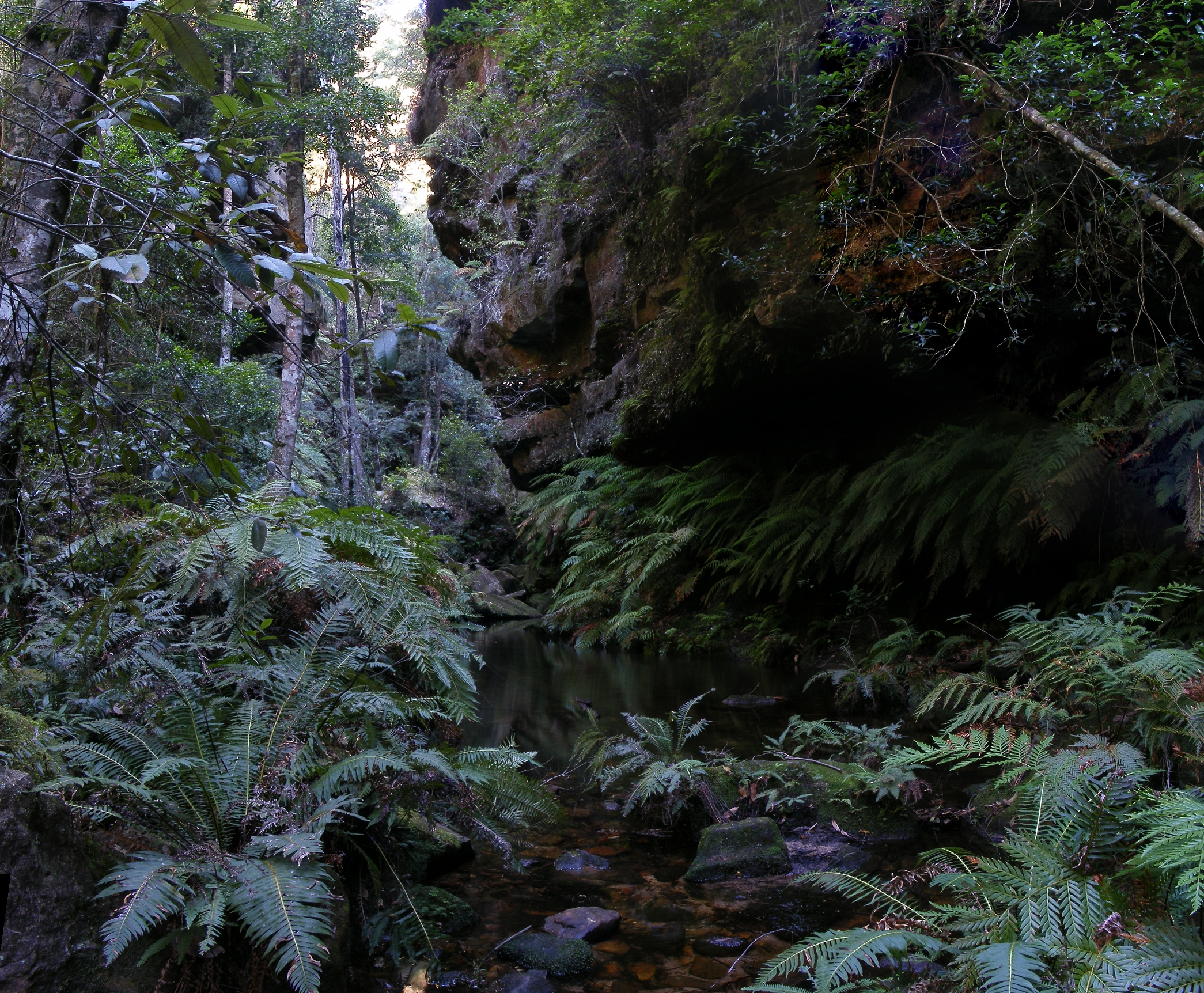
雨林 蓝山国家公园尼茨格兰

从结构看，蓝山山脉是大悉尼盆地的一部分。悉尼盆地是由3亿年以前的沉积岩岩层组成的。蓝山山脉和大分水岭山脉都是在这片区域隆升之后形成的，距今大约5千万年之前。之后，火山熔岩覆盖了蓝山山脉大片玄武岩区域。这些区域现如今大部分已经磨损，只剩下山顶不多的外露区域。

## 动物
公园内有一些大型哺乳动物物种。本地区最大的食肉动物是袋鼬，而最大的鸟类是鸸鹋。

## 旅游

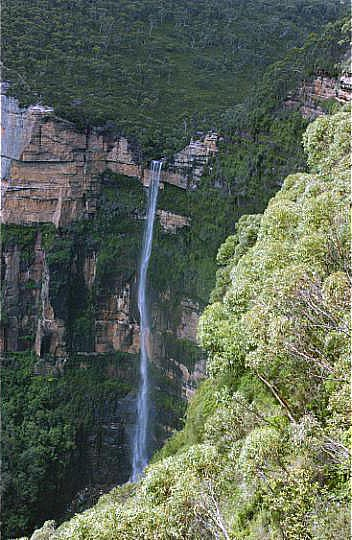
Bridal Veil Falls

蓝山国家公园是澳大利亚最受欢迎的旅游地之一。来此地的大部分游客都是从温特沃斯瀑布和布莱克希斯之间的瞭望台上俯瞰整个公园，很多人都没有真正踏上公园。来此地旅行的游客们经常进行的活动主要包括短足、俯瞰悬崖瀑布、通宵露宿徒步行走、溪谷漂流、游绳下降、攀岩以及山地骑行。有许多探险旅游公司都可以为这些活动提供安全保障。这里也有世界上最陡峭的铁路穿过，那就是卡通巴观光铁路。
公园最有名的景观是三姐妹岩层。布莱克希斯周围的悬崖盛景最引人入胜，因为岩层有好几百米高。1999年所记录的公园游客人次达到104.5万。从那以后，游客数量在2009年降到了563000人次。